# Dorf an der Enns (Herrschaft)
Die Herrschaft Dorf an der Enns war eine Grundherrschaft im Viertel ober dem Wienerwald im Erzherzogtum Österreich unter der Enns, dem heutigen Niederösterreich.

## Ausdehnung
Die Herrschaft, welcher auch das Vogtamt Perichshofen und die Gülte Brunhof, Tröstelberg, Steinbach, Ennsdorferamt und Lehen sowie St. Pantaleon angehörten umfasste zuletzt die Ortsobrigkeit über Ramming, Schaumburg, Penz, Post, Kindlehen, Bretbach, Behamberg, Anger, Blindhof, Hammer, Plenkelgasse, Minichholz, Hinterberg, Ramingdorf, Weichselgarten, Oedt, Pühring, Arnetzberg, Knarzhub, Wonzenöd, Wachlberg, Holz, Heuberg, Straß, Egelschach, Riez, Laah, Steinbach, Dachsberg, Badhof, Kerschbaum, Glinzing, Anger, Landsiedl, Haselmayer, Haag, Neuhaus, Kloib, Wies, Würtl, Sträußl, Reinthal, Burg, Unterburg, Dorf, Hainbuch, Brungraben, Pühregg und Aichberg. Der Sitz der Verwaltung befand sich im Schloss Dorf an der Enns.

## Geschichte
Letzter Inhaber der Allodialherrschaft war Adolf Laveran Ritter von Hinzberg. Nach den Reformen 1848/1849 wurde die Herrschaft aufgelöst.